# Pożegnanie z niewinnością
Pożegnanie z niewinnością (ang.: Trust) – amerykański dramat w reżyserii Davida Schwimmera opowiadający historię nastoletniej dziewczyny, która, po zaprzyjaźnieniu się z mężczyzną przez Internet staje się ofiarą molestowania seksualnego.
Premiera filmu miała miejsce na Międzynarodowym Festiwalu Filmowym w Toronto we wrześniu 2010 roku.

## Fabuła
14-letnia Annie Cameron mieszka na przedmieściach Chicago, jej stosunki w rodzinie układają się dobrze, rodzice są przekonani, że zapewnili jej i rodzeństwu bezpieczeństwo. Na swe urodziny dostaje laptop od rodziców i nie będąc świadoma niebezpieczeństw znajdujących się w Internecie, nawiązuje przyjaźń z nieznanym Charliem. Na początku Charlie oznajmia, że ma też 14 lat, lecz po pierwszej rozmowie telefonicznej okazuje się, że jest inaczej. Annie jednak angażuje się dalej w tę znajomość, rodzice też nie mają nic przeciwko, nie znając jednak o niej całej prawdy. Z czasem dochodzi do spotkania obojga, które niesie z sobą tragiczne wydarzenia i zmienia już na zawsze życie całej rodziny.

## Obsada
- Clive Owen jako Will Cameron
- Catherine Keener jako Lynn Cameron
- Liana Liberato jako Annie Cameron
- Viola Davis jako Gail
- Jason Clarke jako Doug Tate
- Noah Emmerich jako Al Hart
- Chris Henry Coffey jako Charlie/Graham Weston
- Spencer Curnutt jako Peter
- Aislinn Debutch jako Katie Cameron
- Zoe Levin jako Brittany